# 木子
木子（きご）は、ユリの一部などで茎の下部の節のえき芽が肥大して出来る小鱗茎。

## 概要
母球である球根よりもかなり小さいが、球根と同じように地中に植えると発芽する。木子を掘り出して移植すると母球は元の地中に残るため、自生地で盗掘などにより減少した群落を比較的短期間で再生できる。反面、木子による増殖は無性生殖によるものなので親株と遺伝的にまったく同じものばかりになってしまい、病気などにより急激に群落が減少してしまう危険性をはらんでいる。このため自生地での群落再生に用いる場合など自然に近い状態で増殖させる場合は、種子による実生による増殖を併用した方がいい場合もある。
花が咲くほどに生長するまでの期間は植物の種類によって異なる。ユリで3年程度。

## 木子をつける植物
- ユリ科
  - オニユリ - コオニユリ - カノコユリ-ヤマユリ
- アヤメ科
  - グラジオラス